# 東海市 (日本)
東海市（日语：／ Tōkai shi */?）為位於日本愛知縣名古屋市南側的城市，轄區東側為丘陵地，西側臨伊勢灣，為名古屋港旁的臨海工業區，包括愛知製鋼、日本製鐵、大同特殊鋼在此都設有工廠，為日本中部地方規模最大的鋼鐵生產工業區。
名稱「東海」源自於本地所屬的東海地方。

## 人口
在1960年代本地的人口曾以每年10%的速度快速成長，但在1970年代後曾一度成長趨緩，甚至出現人口數負成長的紀錄．直到2000年代後人口數又開始穩定成長。
| 東海市人口分布圖 |                                               |  |
| 東海市與日本全國年齡別人口分布比較圖 （2005年資料） | 東海市的年齡、男女別人口分布圖 （2005年資料） |  |
| ■紫色是東海市 ■綠色是全国 | ■藍色是男性 ■紅色是女性                       |  |
| 東海市人口變化 \| 1970年 \| 86,608人 \| \| \| 1975年 \| 95,457人 \| \| \| 1980年 \| 96,048人 \| \| \| 1985年 \| 95,278人 \| \| \| 1990年 \| 97,358人 \| \| \| 1995年 \| 99,738人 \| \| \| 2000年 \| 99,921人 \| \| \| 2005年 \| 104,339人 \| \| \| 2010年 \| 107,690人 \| \| \| 2015年 \| 111,944人 \| \| \| 2020年 \| 113,787人 \| \| |                                               |  |
| 資料來源：日本總務省統計中心提供之人口普查數據 |                                               |  |
| 1970年 | 86,608人                                      |  |
| 1975年 | 95,457人                                      |  |
| 1980年 | 96,048人                                      |  |
| 1985年 | 95,278人                                      |  |
| 1990年 | 97,358人                                      |  |
| 1995年 | 99,738人                                      |  |
| 2000年 | 99,921人                                      |  |
| 2005年 | 104,339人                                     |  |
| 2010年 | 107,690人                                     |  |
| 2015年 | 111,944人                                     |  |
| 2020年 | 113,787人                                     |  |

## 歷史
市內曾在高之御前遺跡發現繩紋時代人類居住的遺跡，北部也有屬於六世紀的名和古墳群；本地在令制國時代屬於尾張國知多郡。
17世紀進入江戶時代後，全部區域都成為尾張藩尾張德川家的領地，尾張藩2代藩主德川光友也曾在此建立御殿。
19世紀末明治維新實施廢藩置縣後，改隸屬名古屋縣，在1871年的第一次府縣整併時，一度隨著知多郡被劃入新設立的額田縣，不過在隔年即被整併至愛知縣。
1889年日本實施町村制，現在的東海市轄區在當時分屬橫須賀町、大田村、加木屋村、高橫須賀村、養父村、名和村、荒尾村、富木島村八的行政區劃；在1906年愛知縣進行町村整併時，被整併為位於北部的上野村和位於南部的橫須賀町兩個行政區劃。
上野村在1940年升格為上野町後，兩町在1969年合併為東海市。

### 變遷表
| 1889年10月1日 | 1889年 - 1944年             | 1889年 - 1944年             | 1945年 - 1954年             | 1955年 - 1989年           | 1989年 - 現在             | 現在                      |
| ------------- | --------------------------- | --------------------------- | --------------------------- | ------------------------- | ------------------------- | ------------------------- |
| 橫須賀町      | 1906年5月1日 合併為橫須賀町 | 1906年5月1日 合併為橫須賀町 | 1906年5月1日 合併為橫須賀町 | 1969年4月1日 合併為東海市 | 1969年4月1日 合併為東海市 | 1969年4月1日 合併為東海市 |
| 大田村        | 1906年5月1日 合併為橫須賀町 | 1906年5月1日 合併為橫須賀町 | 1906年5月1日 合併為橫須賀町 | 1969年4月1日 合併為東海市 | 1969年4月1日 合併為東海市 | 1969年4月1日 合併為東海市 |
| 加木屋村      | 1906年5月1日 合併為橫須賀町 | 1906年5月1日 合併為橫須賀町 | 1906年5月1日 合併為橫須賀町 | 1969年4月1日 合併為東海市 | 1969年4月1日 合併為東海市 | 1969年4月1日 合併為東海市 |
| 高橫須賀村    | 1906年5月1日 合併為橫須賀町 | 1906年5月1日 合併為橫須賀町 | 1906年5月1日 合併為橫須賀町 | 1969年4月1日 合併為東海市 | 1969年4月1日 合併為東海市 | 1969年4月1日 合併為東海市 |
| 養父村        | 1906年5月1日 合併為橫須賀町 | 1906年5月1日 合併為橫須賀町 | 1906年5月1日 合併為橫須賀町 | 1969年4月1日 合併為東海市 | 1969年4月1日 合併為東海市 | 1969年4月1日 合併為東海市 |
| 名和村        | 1906年9月1日 合併為上野村   | 1940年2月11日 改制為上野町  | 1940年2月11日 改制為上野町  | 1969年4月1日 合併為東海市 | 1969年4月1日 合併為東海市 | 1969年4月1日 合併為東海市 |
| 荒尾村        | 1906年9月1日 合併為上野村   | 1940年2月11日 改制為上野町  | 1940年2月11日 改制為上野町  | 1969年4月1日 合併為東海市 | 1969年4月1日 合併為東海市 | 1969年4月1日 合併為東海市 |
| 富木島村      | 1906年9月1日 合併為上野村   | 1940年2月11日 改制為上野町  | 1940年2月11日 改制為上野町  | 1969年4月1日 合併為東海市 | 1969年4月1日 合併為東海市 | 1969年4月1日 合併為東海市 |

## 交通

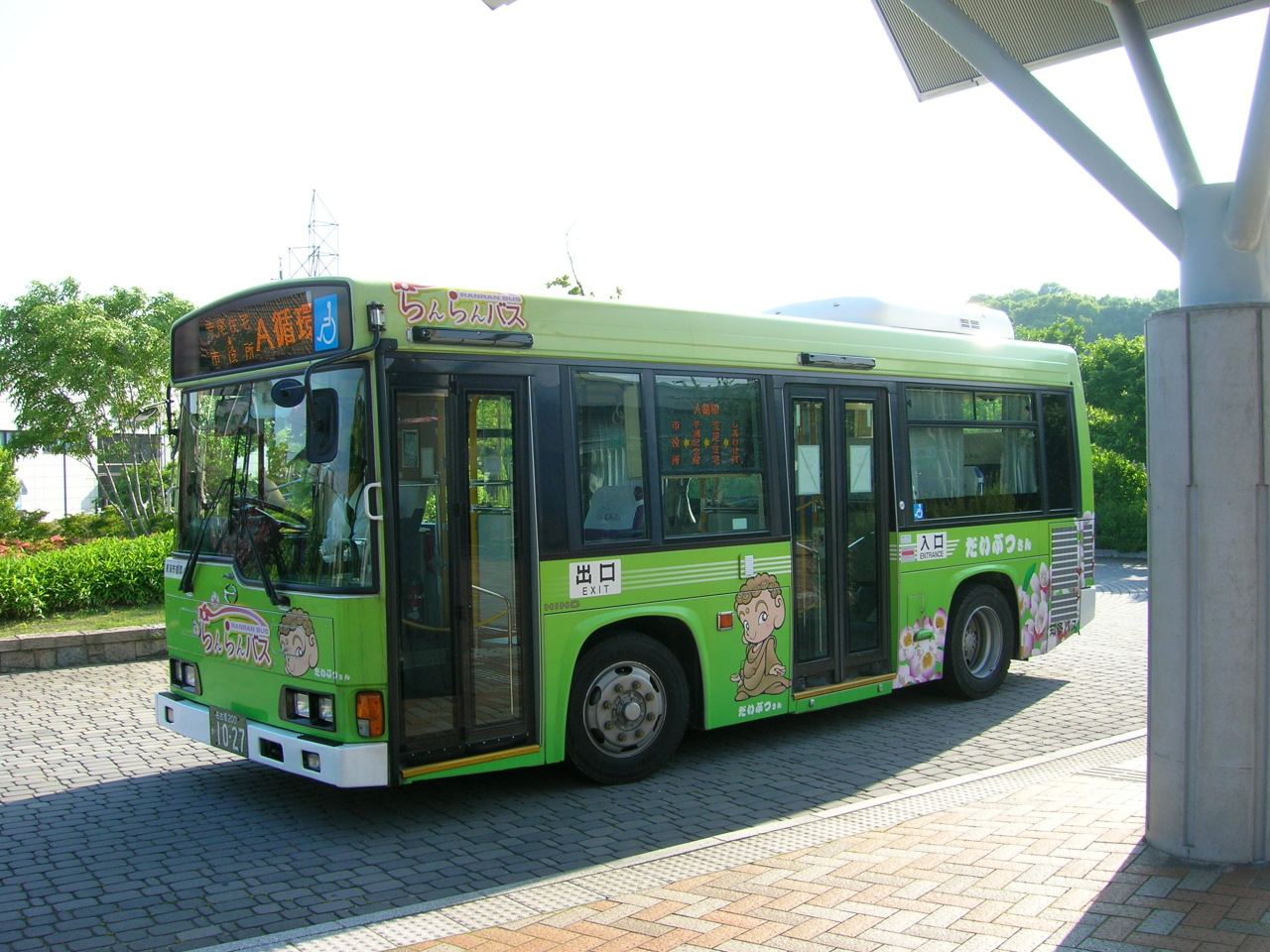
RanRan巴士的車輛

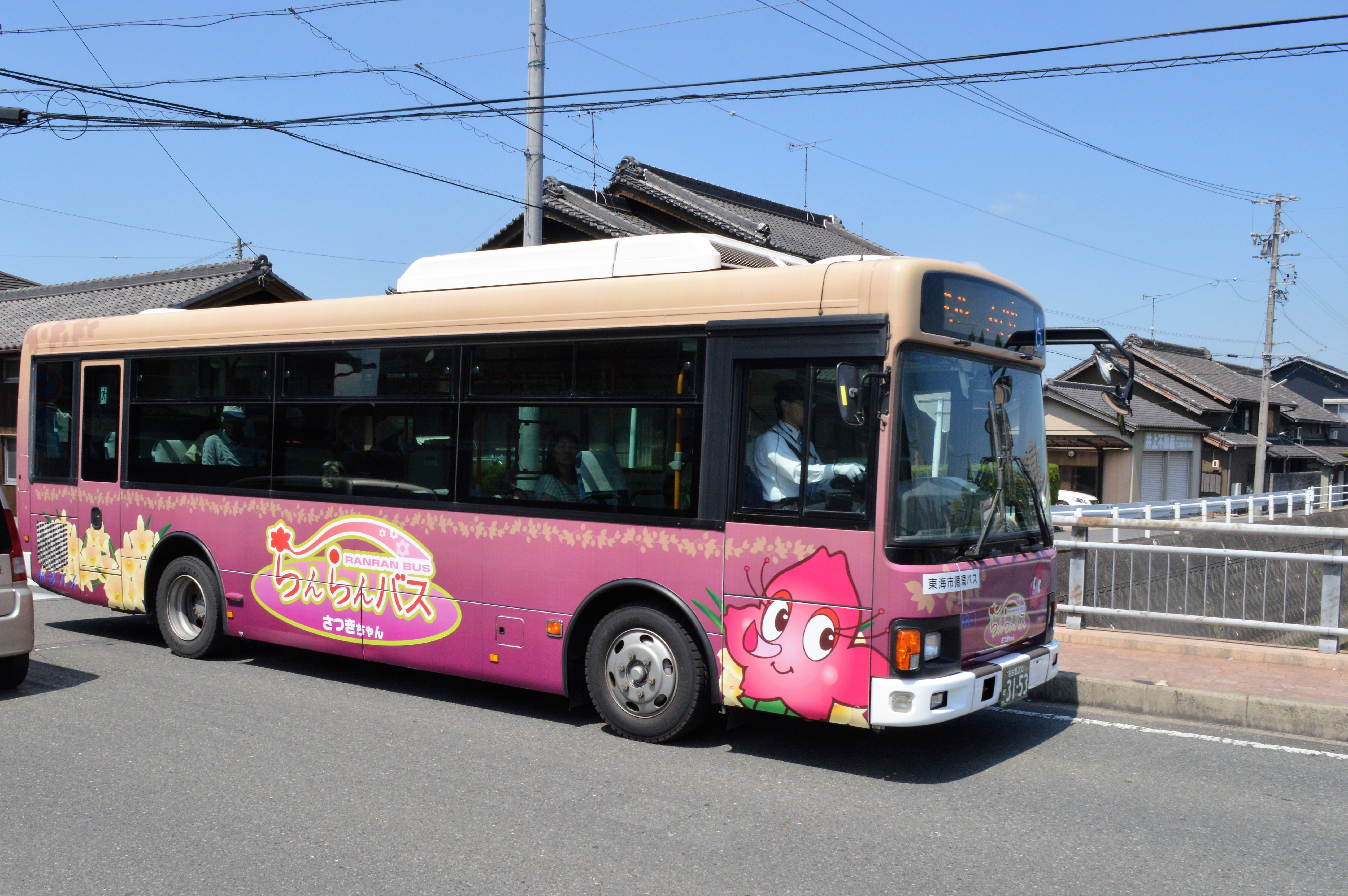
RanRan巴士的車輛

名古屋鐵道的常滑線以南北向縱貫整個東海市的市區，經由鐵路往北可在二十分鐘內抵達名古屋車站，往南約半小時可抵達中部國際機場；自太田川車站還分出一條河和線，可往南沿著知多半島東側深入知多半島。
高速公路有伊勢灣岸自動車道自轄區北側通過，往西可跨越伊勢灣至名古屋港西側及三重縣，往東則可至豐田市；在東海系統交流道亦可往北經由名古屋高速4號東海線直接進入名古屋市區。在轄區東側還有知多半島道路自東海市與大府市之間以南北向通過，往南可至位於知多半島中部的半田市。
市內的客運路線主要由名鐵集團旗下負責經營知多半島地區的知多乘合經營，經由路線可自太田川車站或是尾張橫須賀車站往東接至大府市內。
大府市政府同樣也有委託知多乘合開設RanRan巴士，其開設的六條路線以市政府為中心，並可串連轄內各主要鐵路車站。

### 鐵路
- 名古屋鐵道
  - 常滑線：（名古屋市） - 名和車站 - 聚樂園車站 - 新日鐵前車站 - 太田川車站 - 尾張橫須賀車站 - （知多市→）
  - 河和線：太田川車站 - 高橫須賀車站 - 南加木屋車站 - 八幡新田車站（東浦町→）

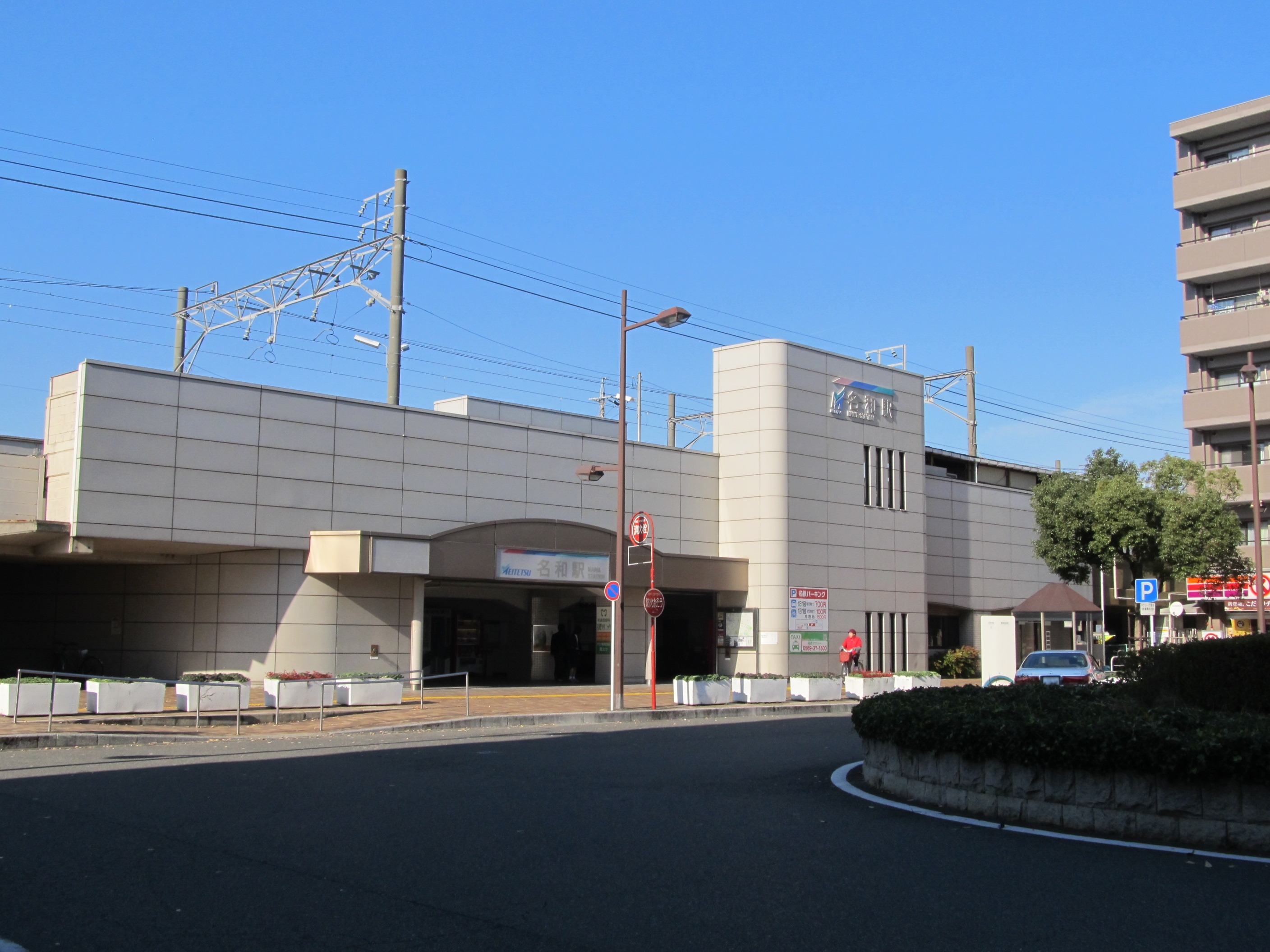
名和車站
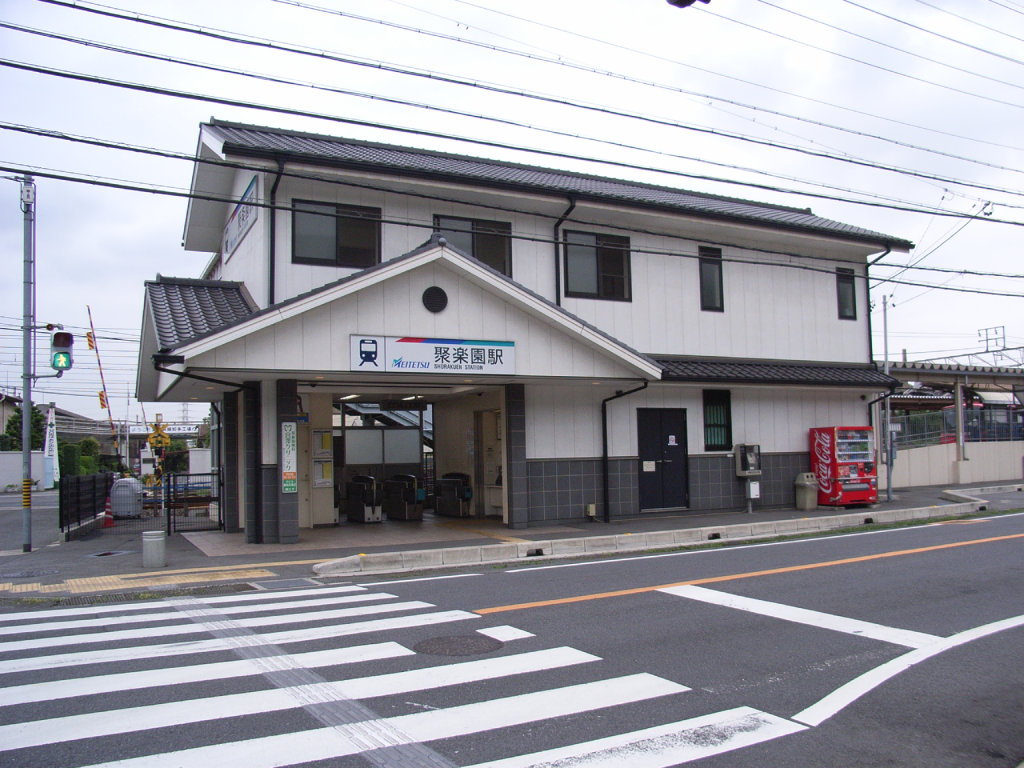
聚樂園車站
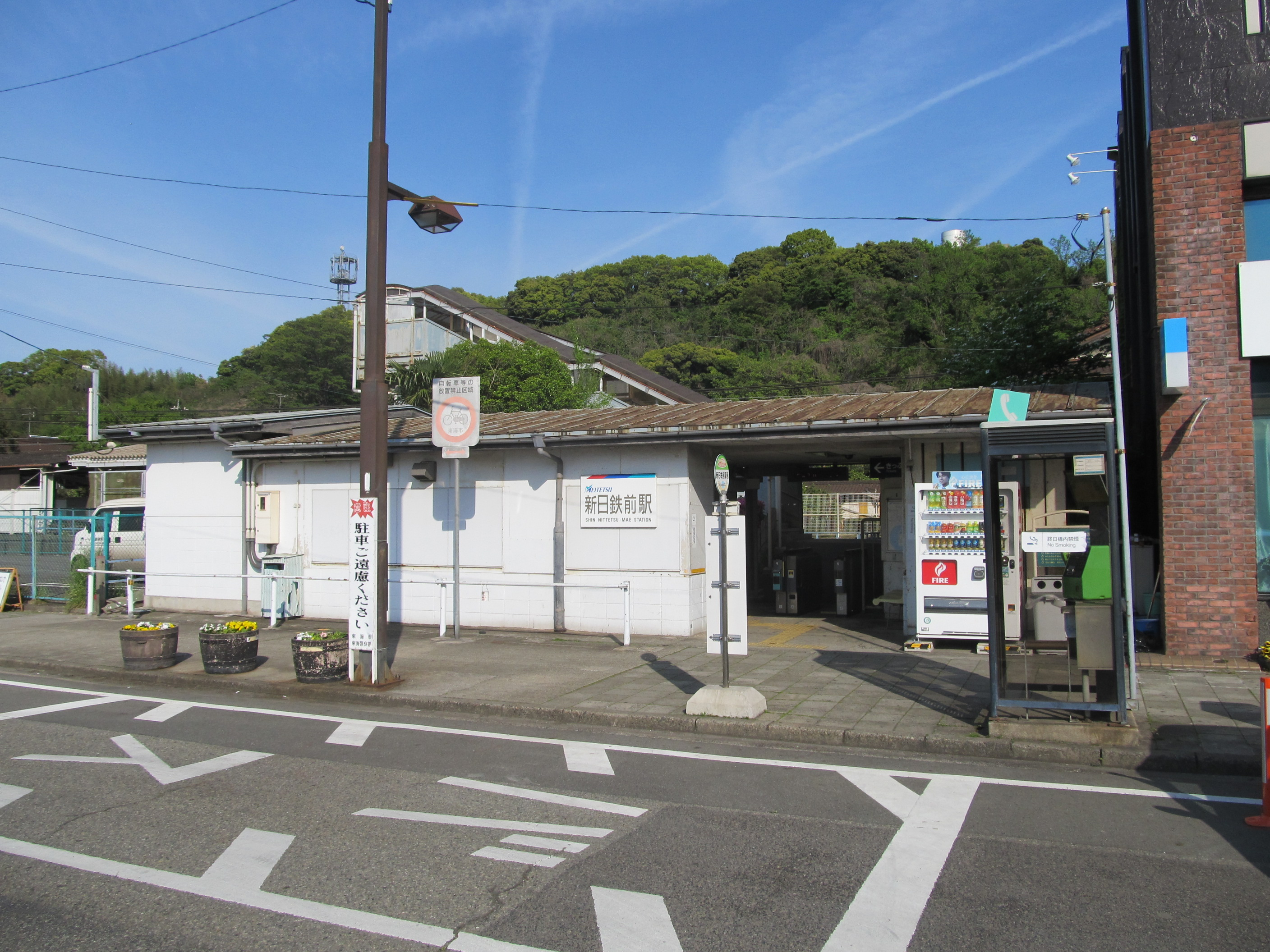
新日鐵前車站
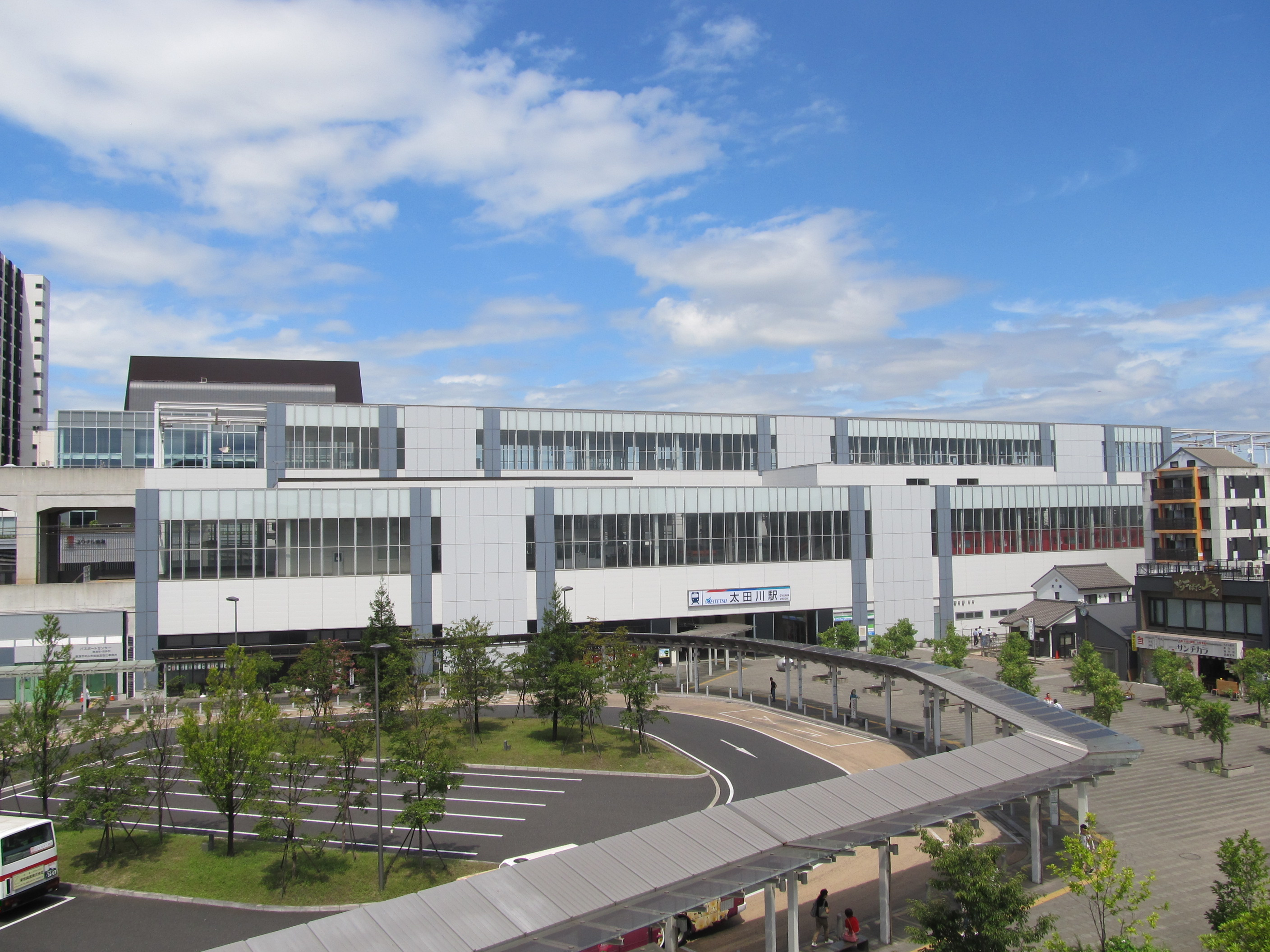
太田川車站
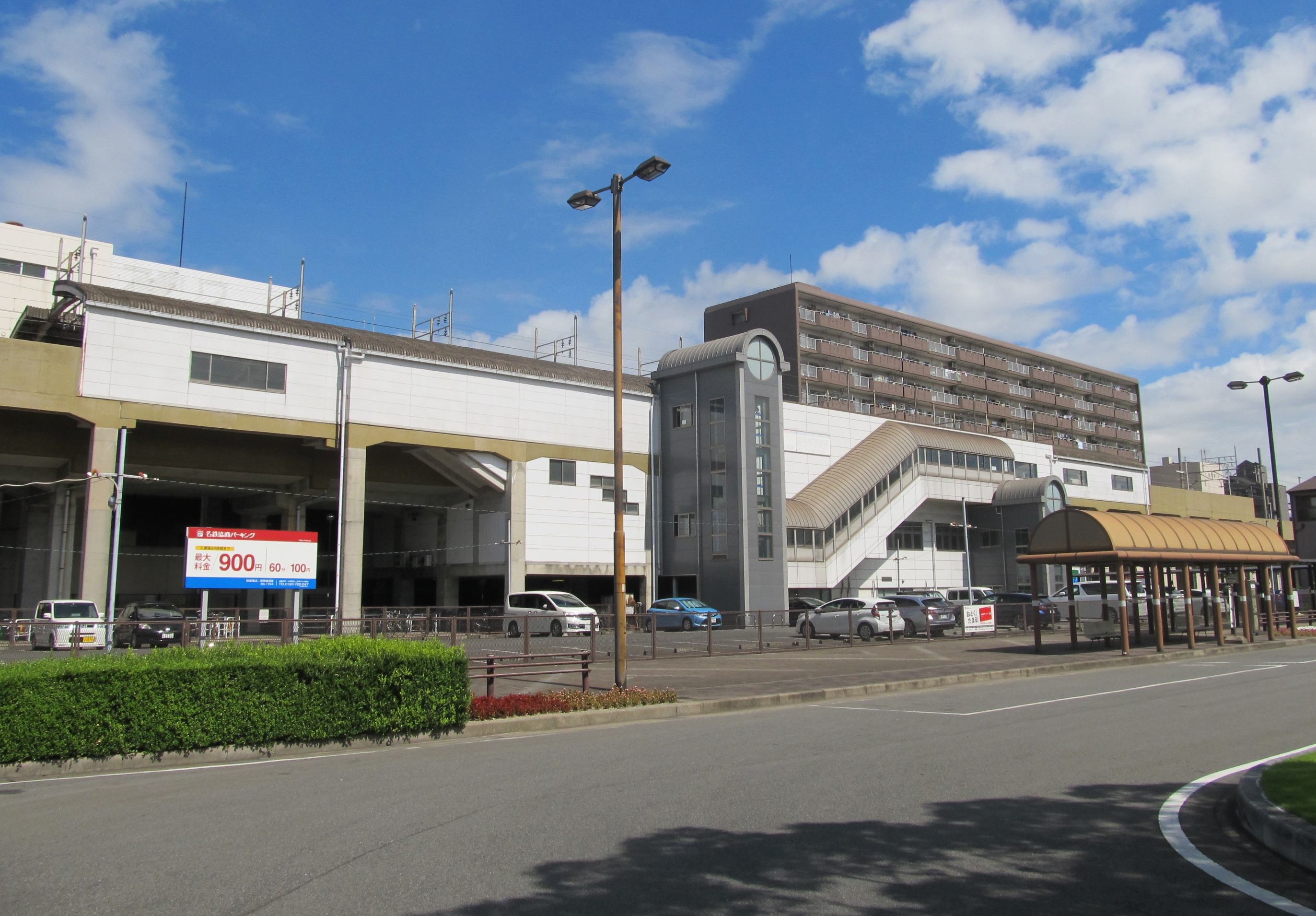
尾張橫須賀車站
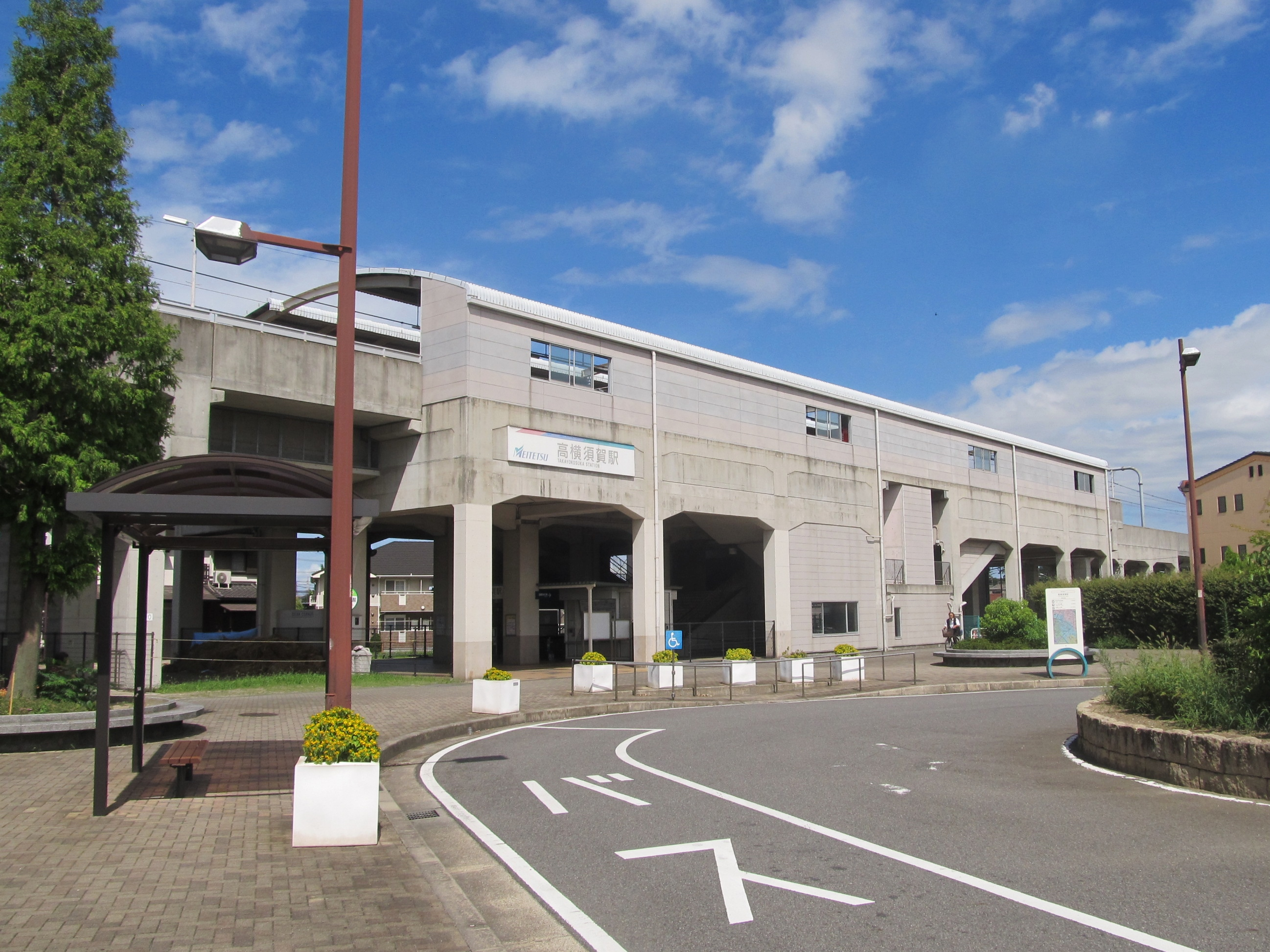
高橫須賀車站
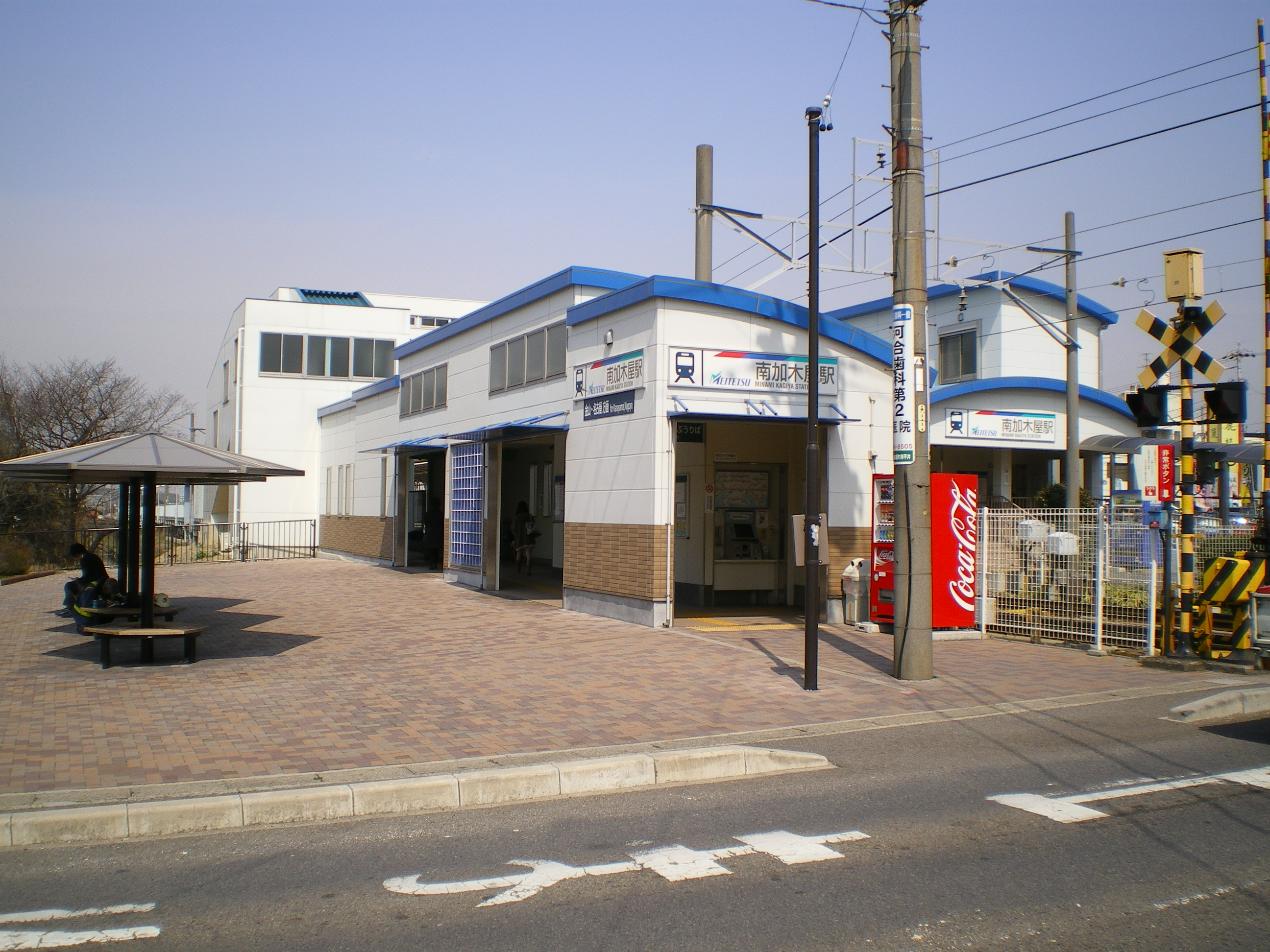
南加木屋車站
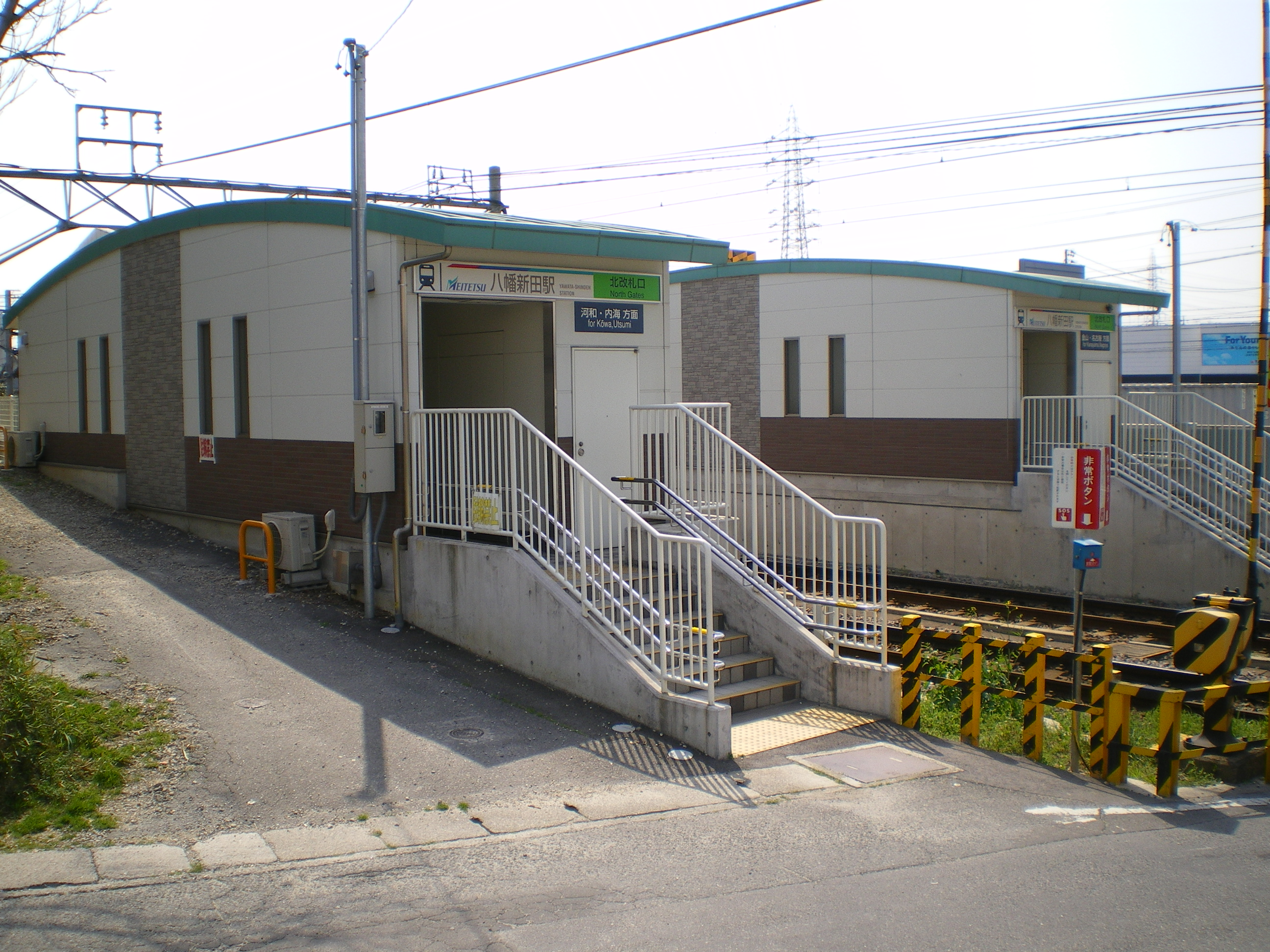
八幡新田車站

### 公路
高速公路
- 伊勢灣岸自動車道：（大府市） - 東海交流道（日语：東海インターチェンジ）/東海系統交流道（日语：東海ジャンクション (愛知県)） - （名古屋市）
- 名古屋高速4號東海線：東海系統交流道 - 東海新寶出入口 - （名古屋市）
- 知多半島道路（日语：知多半島道路）：（大府市） - （通過轄內但未設置交流道） - （大府市）

## 觀光資源

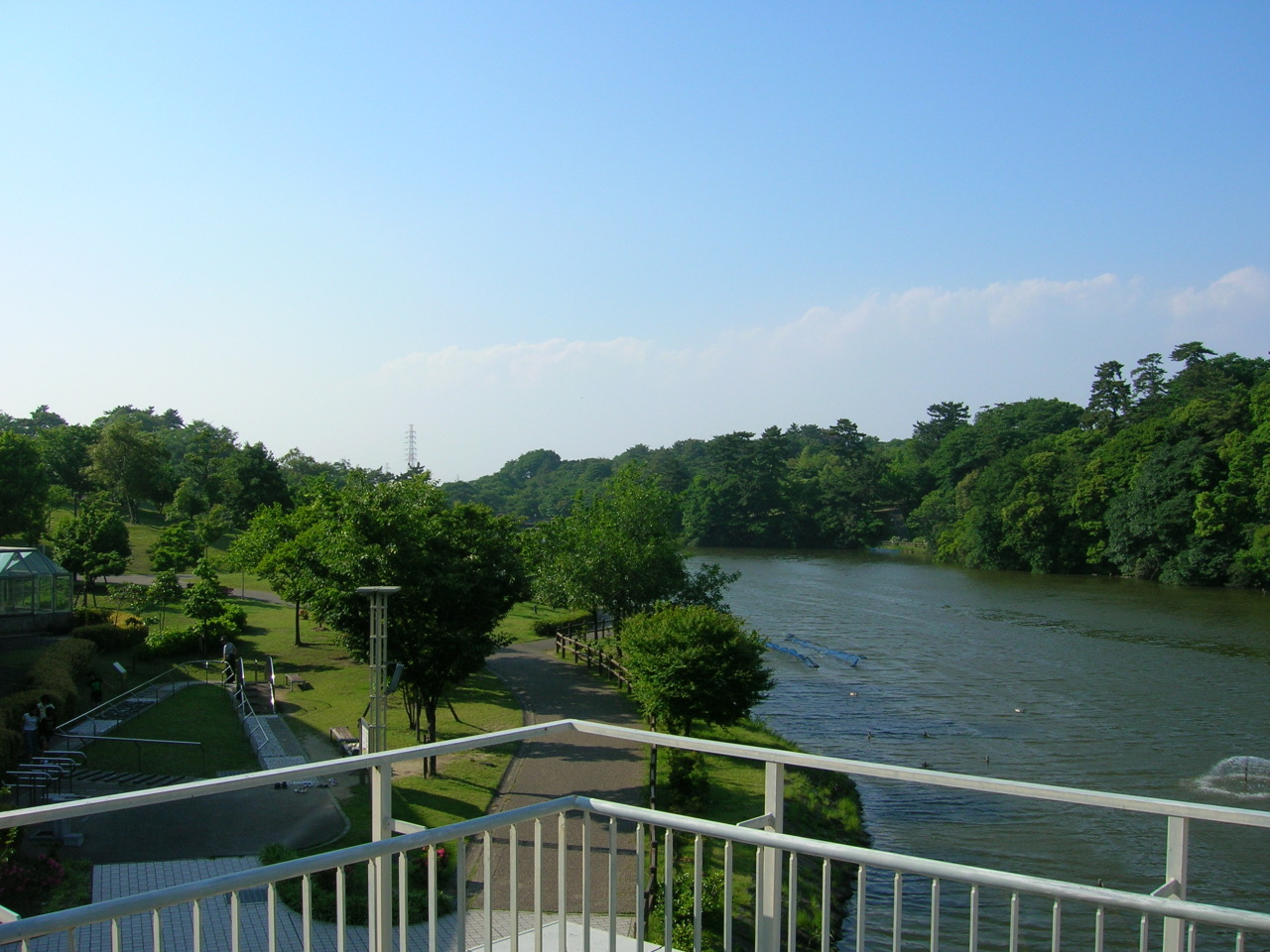
聚樂園公園

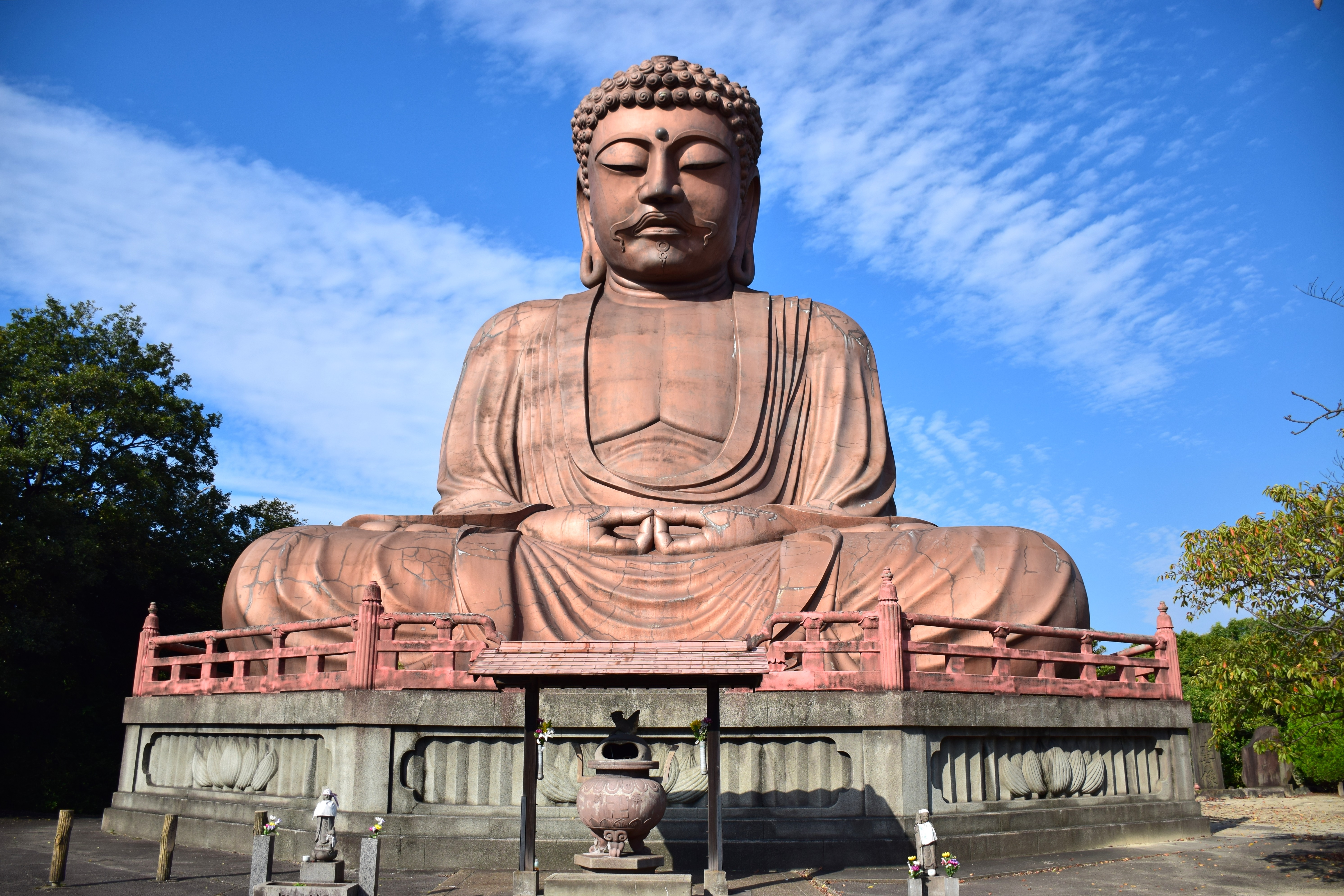
聚樂園大佛

位於市區北部的聚樂園公園過去最初原為企業家山田才吉所開設的旅館及私人宅邸，1927年更在園內興建了高度達18公尺的聚樂園大佛；1938年後成為公有地後成為本地的公園及地標。

## 教育
位於市區中部的星城大學過去原為1989年開設的名古屋明德短期大学，於2002年改設為現在的星城大學，目前設有經營學部和復健學部。日本福祉大学在2015年也於東海市內設立以看護學部為主的東海校區。

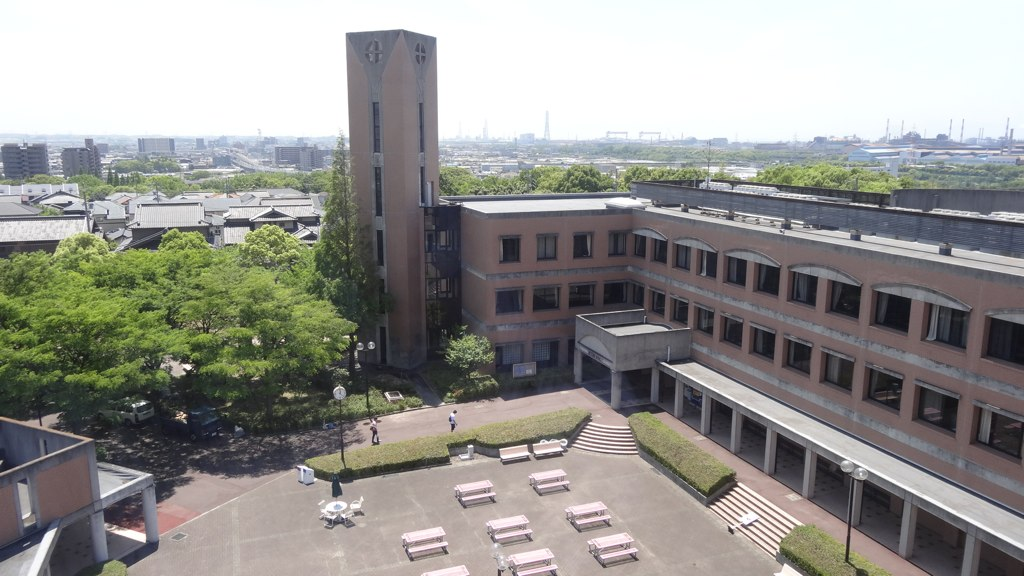
星城大學
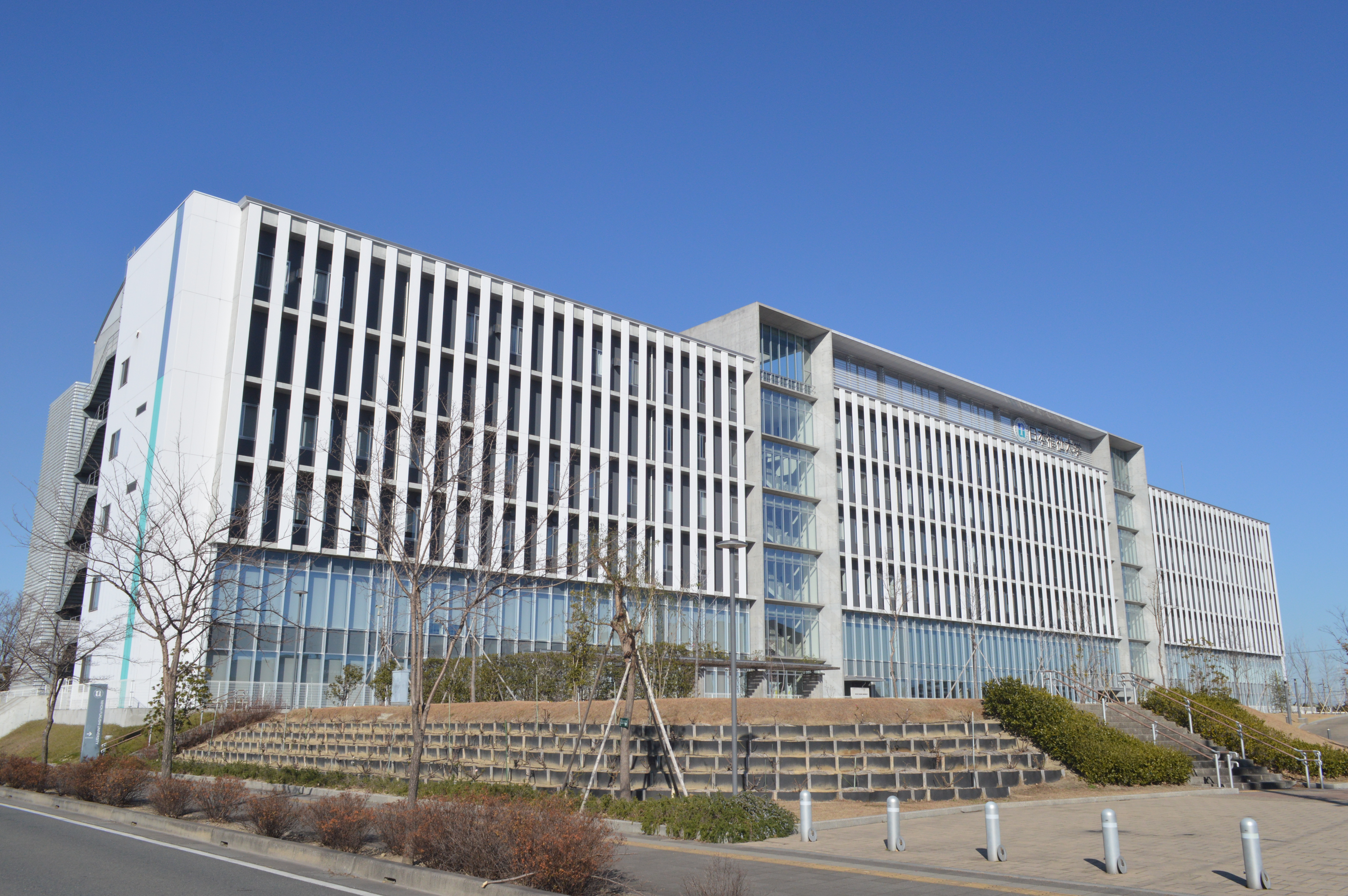
日本福祉大學東海校區

## 姊妹、友好城市

### 日本
- 米澤市（山形縣）
兩地自1985年開始交流相互訪問，於2000年締結為姊妹城市。[10]
- 釜石市（岩手縣）
1964年富士製鐵自旗下的釜石製鐵所抽調大量人力至位於本地的錯誤：語言代碼「日本製鉄名古屋製鉄所」不存在，在此後的五年內共有約1,700名富士製鐵的員工自釜石遷移至本地，兩地因而開始有定期的交流，最終於2007年締結為姊妹城市。[11]
- 沖繩市（沖繩縣）
自1967年起，沖繩縣美里村（日语：美里村 (沖縄県)）村公所的職員來到本地進修，此後在美里村合併為沖繩市後兩地仍維持一定的交流活動，最終在2009年締結為姊妹城市。[12]

### 海外
- Nilüfer（土耳其語：Nilüfer, Bursa）（土耳其布爾薩省）
愛知縣為舉辦2005年國際博覽會規劃了「一市町村一國友好事業」活動，東海市負責接待土耳其，因而開始與土耳其交流，並於2007年締結為姊妹城市。[13]
- Shire of Macedon Ranges（英语：Shire of Macedon Ranges）（澳洲維多利亞州）
2003年東海市開始與Macedon Ranges交流，兩地最終於2014年締結為姊妹城市。[14]

## 外部連結
- （日語） 東海市觀光 （页面存档备份，存于）
  - （简体中文） 东海市观光 （页面存档备份，存于）